# Juan María Alponte
Juan María Alponte, seudónimo utilizado por Enrique Restituto Ruiz García (Santander, 20 de diciembre de 1924 - Ciudad de México, 3 de diciembre de 2015), fue un periodista, catedrático e historiador español, nacionalizado mexicano, profesor de tiempo completo en la Facultad de Ciencias Políticas y Sociales de la Universidad Nacional Autónoma de México (UNAM), columnista de diversos periódicos mexicanos y ensayista.
De acuerdo con una entrevista concedida a la Agencia Universitaria de Noticias de la UNAM, publicada en 2012, Ruiz Garcia mencionó que fue voluntario en la división azul entre 1941 y 1943. Afirmaba, por vanidad según sus detractores intelectuales y académicos, haber nacido en 1934 para seguramente alejar dudas sobre su pasado conservador y franquista, pero en realidad nació en 1924 en Santander. Así que para 1941 cuando se organizó la División Azul Ruiz Garcia tenía la edad suficiente para ser reclutado.
En 1968 se estableció en México y en 1972 se naturalizó mexicano. Ruiz García se desempeñó como columnista en diarios nacionales, fue asesor en asuntos internacionales del presidente Luis Echeverría y dirigió un programa de tv dedicado a comentar temas de la agenda mundial con un formato que fue criticado por su ambientación un tanto frivola e irrelevante. Durante su estancia en México Ruiz García evitó caer en definiciones políticas o ideológicas, tal vez para ocultar sus antecedentes políticos en España y trató de desempeñarse en una línea de asepsia intelectual que no tuvo credibilidad en medios académicos e intelectuales.
nació en España en 1934, dos años después estalla la Guerra civil española por lo que vivió bajo el régimen de Francisco Franco durante 27 años… Finalmente se nacionaliza mexicano en el año de 1972», hay que adelantar al menos diez años esa fecha de nacimiento para poder ajustar en el tiempo la preencarnación anterior de Juan María Alponte como Enrique Ruiz García. La coquetería de Alponte, y la conveniencia de quitarse una década para mejor adaptarse a su nueva vida, disimulando su juvenil participación en la División Azul, encuadrado en la Wehrmacht alemana, como voluntario luchador “por Europa” contra el enemigo comunista soviético, le hizo ocultar discretamente la fecha de su nacimiento hasta que sólo tres semanas antes de morir, en una entrevista llena de imprecisiones y falsedades (pues no es cierto que marchara a México en 1968 expulsado por el gobierno del general Franco: dos años después inaugura en Madrid la colección «Hora H», con dinero puesto por la CIA, &c.), publicada por El Universal de México el 13 de noviembre de 2015, afirma haber nacido en Santander en 1924 (que es fecha todavía un poco forzada para un voluntario divisionario del 41; ya alguien publicará su partida de nacimiento…).
Natural de Santander, su padre, obrero sindicalista falangista durante la república, es salvajemente asesinado por los rojos delante del hijo, quién católico y falangista (en la Falange santanderina se le conocía como Tuto, de Restituto), forma entre 1941 y 1943 en la División Española de Voluntarios (División Azul, Blaue Division), la 250 Infanterie-Division del ejército alemán, luchando, junto a la Alemania nacional socialista en su guerra contra la Unión Soviética, en la “Cruzada contra el Comunismo” por la libertad y la unidad de Europa.

## Dato bibliográficos
Enrique Restituto Ruiz García fue el nombre en la vida real de Juan María Alponte, quien tomó el alias de su admiración a José María Apote, primer esclavo liberado de Cuba, nombre que Ruiz alteró para hacerlo más sonoro.
Doctor en historia por la Universidad de Madrid, ejerció el periodismo en México por medio siglo. Se trasladó a este país después de estar en Francia y los Estados Unidos de América, huyendo del franquismo en 1968. Habría de establecerse definitivamente en la Ciudad de México, concediéndosele la nacionalidad mexicana en 1972.
Durante el régimen del presidente Luis Echeverría Álvarez condujo el programa televisivo dominical El mundo en que vivimos, en el que analizaba la situación mundial. Sentado en un sillón, vestido de terno, corbata y polainas, en ocasiones tenía como invitados a algunos de sus jóvenes discípulos universitarios. En ese tiempo, utilizaba el seudónimo de Hernando Pacheco.
Fue profesor en la Facultad de Ciencias Políticas y Sociales de la UNAM durante más de cuarenta años y publicó más de treinta libros. Alponte escribió para varios periódicos de circulación nacional en México: El Día, Unomásuno, Excélsior, La Jornada, El Nacional y El Universal, así como para la revista Entorno Político. Mantuvo un blog muy popular en internet, donde pueden leerse todavía sus colaboraciones periodísticas. En la radio, trabajó durante 10 años en Opus 94, con el programa México en el mundo, y colaboró en el principal noticiario del Instituto Mexicano de la Radio.

## Obra
- Retrato de una familia babélica
- Cultura y pensamiento revolucionario en el siglo XX. México: UNAM.
- Inglaterra, del imperio a la nación. México: Fondo de Cultura Económica.
- Hombres en la historia
- La revolución ciberespacial
- La privatización del Estado-nación (ensayo de insurgencia)
- Ensayo sobre la personalidad española
- Europa de los europeos o Europa de los americanos
- América Latina: anatomía de una revolución
- El libro rojo del rearme
- La era de Carter
- Historias en la Tierra. Ediciones Ruz, México, 2000. 278 páginas.
- Homero entrevista al mundo. UNAM, Dirección General de Publicaciones y Fomento Editorial. 2010.
- Mujeres: crónica de una rebelión histórica. México: Aguilar. 2005.

## Reconocimientos
- Palmas de oro de la televisión mexicana por su programa El mundo en que vivimos.[8]
- Mercurio de Oro (Gold Mercury International Award) otorgado por Think Tank Internacional por su obra cultural.
- Medalla al Mérito Académico otorgada por la UNAM (2006).[9]
- Medalla Ernesto Enríquez Coyro, por su trayectoria académica (2007).[10]
- Orden de Caballero Águila grado Tezcatlipoca con bastón de mando por la Fundación Caballero Águila A.C. en Teotihuacán.[11]